# Jakowa
Jakowa (ukrainisch Якова; russisch Якова Jakowa) ist ein Dorf in der ukrainischen Oblast Odessa mit etwa 80 Einwohnern.

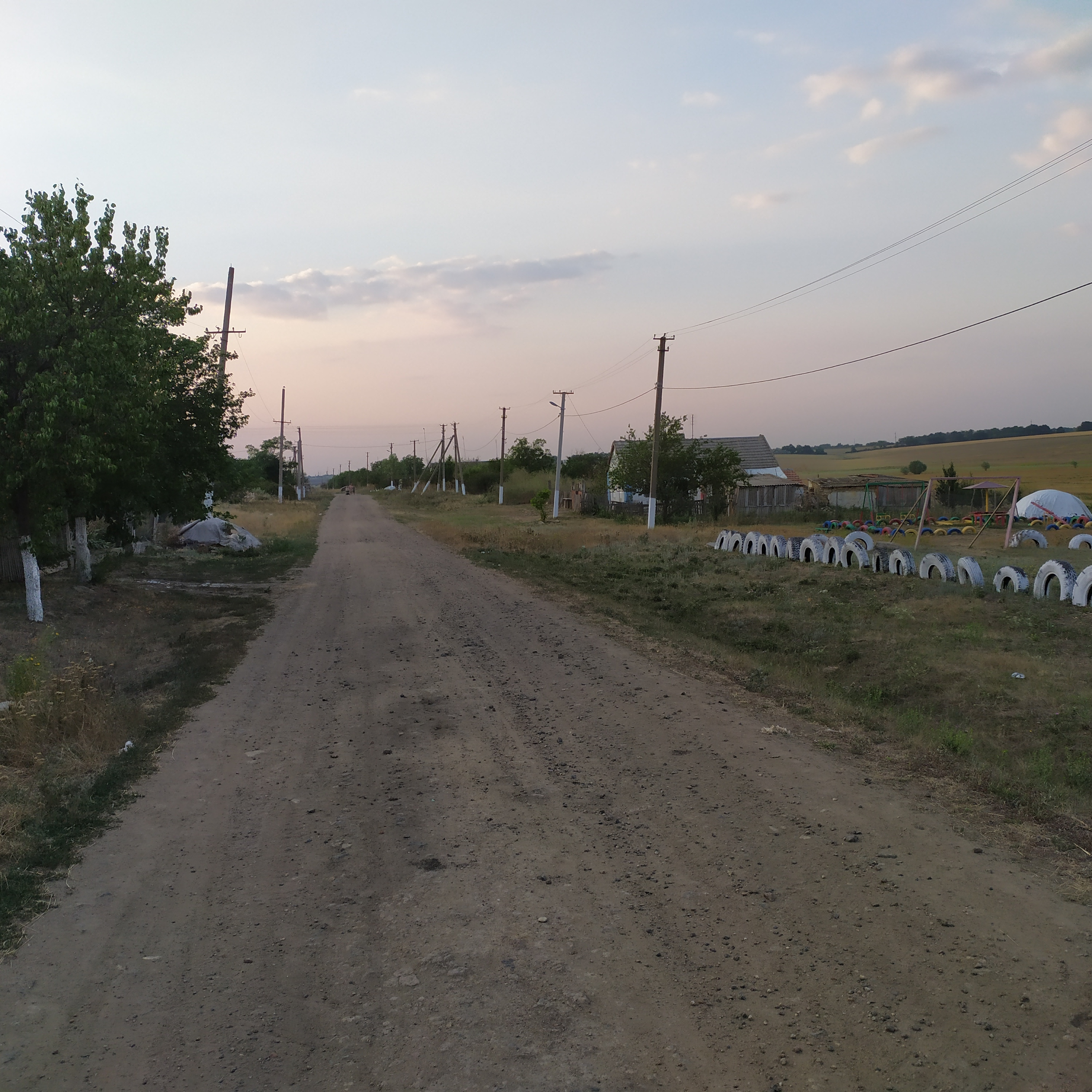
Blick in den Ort

Die Ortschaft liegt südlich der Territorialstraße T-1617, 46 Kilometer nordöstlich vom Rajons- und Oblastzentrum Odessa, das ehemalige Rajonszentrum Dobroslaw ist 15 Kilometer südöstlich gelegen.
Am 12. Juni 2020 wurde das Dorf ein Teil der Siedlungsgemeinde Dobroslaw, bis dahin war es ein Teil der Landratsgemeinde Schompoly (Шомполівська сільська рада/Schompoliwska silska rada) im Nordwesten des Rajons Lyman.
Am 17. Juli 2020 wurde der Ort Teil des Rajons Odessa.